# Mittelsteinach (Münchsteinach)
Mittelsteinach (fränkisch: Mittlstanna) ist ein Gemeindeteil der Gemeinde Münchsteinach im Landkreis Neustadt an der Aisch-Bad Windsheim (Mittelfranken, Bayern). Mittelsteinach liegt in der Gemarkung Abtsgreuth.

## Geographie
Das Dorf liegt an der Steinach, ein linker Zufluss der Aisch, und am Fichtelgraben, der dort als linker Zufluss in die Steinach mündet. Im Südosten erhebt sich der Steinberg. Die Staatsstraße 2259 führt nach Obersteinbach (1,5 km nordwestlich) bzw. an der Weihermühle vorbei nach Münchsteinach (3 km südöstlich). Die Staatsstraße 2256 führt nach Roßbach (1,5 km südöstlich) bzw. an der Undungsmühle vorbei nach Abtsgreuth (0,9 km nordwestlich).

## Geschichte
Der Ort wurde 1494 als „Mittelstainbach“ erstmals urkundlich erwähnt.
Gegen Ende des 18. Jahrhunderts gab es in Mittelsteinach 9 Anwesen (1 Hube, 1 Hof, 1 Mühle, 2 Halbhuben, 1 Häckersgut, 3 Sölden). Das Hochgericht übte das brandenburg-bayreuthische Stadtvogteiamt Neustadt an der Aisch aus. Die Dorf- und Gemeindeherrschaft und die Grundherrschaft über alle Anwesen hatte das brandenburg-bayreuthische Klosteramt Münchsteinach.
Von 1797 bis 1810 unterstand der Ort dem Justizamt Dachsbach und Kammeramt Neustadt. Im Rahmen des Gemeindeedikts wurde Mittelsteinach dem 1811 gebildeten Steuerdistrikt Münchsteinach und der 1813 gebildeten Ruralgemeinde Münchsteinach zugeordnet. Mit dem Zweiten Gemeindeedikt (1818) wurde es in die neu gebildete Ruralgemeinde Abtsgreuth umgemeindet. Am 1. Januar 1972 wurde Mittelsteinach im Zuge der Gebietsreform in Bayern nach Münchsteinach eingegliedert.

### Baudenkmäler
- Münchsteinacher Str. 1: ehemaliges Gasthaus Thier
- Haus Nr. 15: Schäferei mit Schmiede; zweite Hälfte des 18. Jahrhunderts, eingeschossiges Satteldachhaus, rückwärts erweitert, Ostgiebel mit Fachwerk (Andreaskreuz) freiliegend, sonst verputzt; Glockentürmchen auf zwei Pfosten, kleine Zwiebel[8]

### Einwohnerentwicklung
| Jahr      | 001818 | 001840 | 001861 | 001871 | 001885 | 001900 | 001925 | 001950 | 001961 | 001970 | 001987 |
| Einwohner | 82 *   | 97     | 95     | 105    | 93     | 90     | 86     | 121    | 71     | 57     | 70     |
| Häuser    | 17 *   | 14     |        |        | 19     | 19     | 16     | 15     | 16     |        | 20     |
| Quelle    | [ 10 ] | [ 11 ] | [ 12 ] | [ 13 ] | [ 14 ] | [ 15 ] | [ 16 ] | [ 17 ] | [ 18 ] | [ 19 ] | [ 1 ]  |

## Religion
Der Ort ist seit der Reformation evangelisch-lutherisch geprägt und war ursprünglich nach St. Nikolaus (Münchsteinach) gepfarrt, seit der zweiten Hälfte des 19. Jahrhunderts ist die Pfarrei St. Rochus (Obersteinbach) zuständig.